# مدرسه تلویزیونی ایران
مدرسهٔ تلویزیونی ایران نام برنامهٔ تلویزیونی پخش شده از شبکهٔ آموزش است که در پی دنیاگیری ویروس کرونا برای دانش‌آموزان ایران پخش می‌شود. جدول پخش برنامهٔ درسی این برنامه برای دوره‌های ابتدایی، متوسطهٔ اول و دوم می‌باشد.
فصل های پیشین این برنامه به صورت پخش زنده روی آنتن می رفتند اما فصل جدید (1401-1402) این برنامه که در راستای عدالت آموزشی ساخته می شد (و نه برای کرونا) در قسمت های مختلف ضبط و در ساعت های مشخص پخش می شد.

## مدرسه تابستانی
به تازگی برنامه ای با عنوان شبکه ماه از شبکه آموزش پخش می شود. این برنامه در راستای آموزش مهارت های گوناگون از جمله هوش مصنوعی ، برنامه نویسی پایتون ، طراحی وب و آموزش های فنی و.... تلاش می کند نام این مجموعه کوته نوشت ((مدرسه آموزش همگانی)) است

## شبکه چهار
همچنین برنامه ای مانند این برنامه با عنوان مدرسه ایران از شبکه چهار سیما پخش می‌شد.این برنامه مخصوص دوره دوم دبیرستان بود و بیشتر در بخش دروس نظری (علوم انسانی) و (ریاضی و فیزیک) در این برنامه تدریس می شد.

## شبکه قرآن
همچنین برنامه ای با همین صورت از شبکه قرآن پخش می‌شد با این تفاوت که این برنامه تنها به دروس دینی و آموزش قرآن هر مقطع می‌پرداخت.